# Annekatrin Thiele
Annekatrin Thiele (Sangerhausen, 18 ottobre 1984) è una canottiera tedesca, vincitrice della medaglia d'argento nel 2 di coppia a Pechino 2008 e nel 4 di coppia a Londra 2012.

## Palmarès
- Olimpiadi

Pechino 2008: argento nel 2 di coppia.
Londra 2012: argento nel 4 di coppia.
Rio de Janeiro 2016: oro nel 4 di coppia.
- Mondiali

Poznań 2009: bronzo nel 4 di coppia.
Chungju 2013: oro nel 4 di coppia.
Amsterdam 2014: oro nel 4 di coppia.
Aiguebelette-le-Lac 2015: argento nel 4 di coppia.
- Europei

Siviglia 2013: oro nel 4 di coppia.
Poznan 2015: oro nel 4 di coppia.
Brandeburgo 2016: oro nel 4 di coppia.
Račice 2017: bronzo nel singolo.